# 2022年贵州省三都县客车侧翻事故
2022年贵州省三都县客车侧翻事故（官方稱“9・18特大交通事故”）是2022年9月18日凌晨2时40分发生于中华人民共和国贵州省黔南州三荔高速（贵阳往荔波方向）的客车侧翻事故，事故造成27人身亡，20人受伤。涉事大巴为政府强制转运贵阳市涉疫人员隔离的车辆。该重大生产安全事故及相关违法情形仍未按国家突发公共事件应急响应机制要求公开发布调查报告。

## 背景
事故发生于2019冠状病毒病疫情期间，中华人民共和国采取动态清零政策。9月以来，贵阳的疫情形势十分严峻。17日，贵州省新感染者多达700例，全国第一。
17日，贵阳市贵安新冠肺炎疫情防控新闻发布会上，市政府副秘书长汪杰通报，要“决战决胜社会面清零”，19日实现全市社会面清零；因为贵阳市已启用的酒店难以完全接收，需要转运到省内其他市州进行隔离，并为转运相关工作专项制定了《贵阳市新冠肺炎疫情高风险人员大规模异地转运工作方案》，对相关工作进行了部署。发布会当时已向市外转运7396人，正在转运2900人。
此前16日晚，贵阳市委书记胡忠雄强调要坚定信心决心，全力攻坚拔点，确保如期实现社会面清零目标，确保风险人员即查即转、应隔尽隔、日清日结；17日晚强调，要认清严峻形势，深刻反省反思隔离转运工作中的问题和不足，采取坚决果断措施，加快补齐短板弱项，从严从紧加强隔离场所管理，为尽快实现社会面清零目标提供有力保障。

## 经过
18日13时06分，微博 @央视新闻 发布事故视频和报道，迅速引发网络关注。各大媒体跟进转载，话题#贵州高速客车侧翻27人遇难#的阅读量也直冲10亿，网民在表达惋惜、同情的同时，也关注事故原因和安抚家属工作。但很快有部分舆论开始指出，事故与当地疫情防控相关。
随后，贵州省黔南布依族苗族自治州三都水族自治县公安部门发布通报，18日凌晨，黔南州三（都）荔（波）高速（贵阳往荔波方向）发生一起客车侧翻事故。截至18日12时，事故造成27人死亡，20人受伤正在救治。有关部门已紧急赶往现场处置。晚间18时，省委省政府迅速组织开展黔南州三荔高速重大交通事故救援工作，并承认车辆转运涉疫隔离人员，现场救援工作已基本完成。
17时42分，财新发布《贵州一大巴车凌晨侧翻27人遇难 乘客为疫情转运人员》一文，首次披露事故车辆为转运隔离车辆。
18日晚，在贵阳贵安新冠肺炎疫情防控新闻发布会上，贵阳市人民政府副市长林刚通报，此次事故涉事车辆车牌号为贵A75868，为贵州黔运集团有限公司所属车辆，系抗疫转运征用车辆，核载49人。事发时，车上载有47名人员，其中驾驶员1名，随车工作人员1名，其余45人均为云岩区涉疫居民。该车从云岩区接送涉疫隔离人员前往黔南州荔波县隔离酒店进行集中隔离医学观察。于9月18日0点10分从云岩区出发，贵阳市距离荔波县大约250公里，行车约需要3小时。
财新此后从多方获悉，事故车辆所载人员多数来自云岩区向阳大院。向阳大院位于贵阳市云岩区向阳路9号，临近化工路，建于1990年代，是板塔结合的小高层。云岩区是贵阳的老城区，人口较为密集，疫情多点爆发。向阳大院南侧约100米处即为云岩区政府，西南侧约100米处为一个购物中心。向阳大院周边小区多位高层居民告诉财新，9月17日晚八九点钟，他们看到许多向阳大院居民身穿蓝色防护服，戴着口罩拿着行李在楼下汇聚，随后登上该大巴车。

## 调查工作
9月18日晚，在贵阳贵安新冠肺炎疫情防控新闻发布会上，贵阳市人民政府副市长林刚通报了事故基本情况，现场救援工作已基本完成。林刚也就此次事故代表贵阳市委、市政府对所有遇难人员表示沉痛哀悼，并向所有遇难人员家属、受伤人员表示深切慰问，向全社会作出诚恳道歉；特别强调，将严肃认真地配合上级有关部门彻查事故原因，依法严肃追究责任，从严处理相关责任人，给全社会一个负责任的交代。。
9月19日，贵阳市云岩区委书记朱刚，云岩区委常委、区委统战部部长、区隔离转运工作专班组长宋成强，贵阳市公安局云岩分局党委副书记、政委肖凌云被停职检查。在国家有关部门指导下，省、市级正在对事故进行深入调查。
9月20日，省委副书记、省长李炳军主持召开黔南州三荔高速（三都段）客车侧翻事故应急处置领导小组会议，省委副书记、省委政法委书记时光辉，省领导卢雍政、吴强、胡忠雄、王世杰、郭瑞民参加。会议强调要科学严谨、实事求是做好事故调查，彻底查清事故原因，依法依规严肃追责问责。要及时准确、公开透明发布信息，有效回应社会关切。彻底查清三荔高速客车侧翻事故原因。
该事故及相关违法情形仍未按国家突发公共事件应急响应机制要求公开发布调查报告。

## 后续
9月26日，贵阳市疫情防控现场处置省市联动指挥部发布《关于调整贵阳市分级分类疫情防控措施的通告》，宣布实现了社会面动态清零；自27日0时起，解除云岩区临时静态管理。
2023年3月31日，贵阳市人民政府副市长林刚涉嫌严重违纪违法，接受贵州省纪委监委纪律审查和监察调查；4月11日涉嫌受贿罪、洗钱罪一案，经贵州省人民检察院指定管辖，由毕节市人民检察院依法向毕节市中级人民法院提起公诉。他曾任贵阳市棚户区城中村改造办公室主任、党组书记，市城乡规划局局长，云岩区区长，云岩区区委书记。4天前，3月27日，贵州省政协党组成员、原副主席李再勇落马。

## 争议

### 官方通报信息遗漏与舆情事件
事发当日，央视新媒体、公安局中午的通报仅提及发生车祸，并称有关部门已紧急赶往现场处置，直至晚间财新首度披露事故车辆为转运隔离车辆。
前环球时报主编胡錫進表示“這樣嚴重的交通事故本就絕不應該發生，不論側翻客車上是遊客、上下班人員還是涉疫隔離轉運人員，它都是悲劇”、“但它首先是交通本身的悲剧，是生产安全事故，与客车所执行的任务不应该直接相关”。
由于各地政府没有合理有效地实施清零政策，例如“一刀切”懒政、过度防疫，引发了许多匪夷所思、骇人听闻的事件。贵州高速客车侧翻27人遇难，引发公众热议与愤懑的事件。公众参与视角显示了疫情防控政策之下公信力逐步缺失，决策不合理、不透明的问题，应当对公众参与行为给予正确引领；新媒体在公众事件传播中发挥着重要作用。

### 强制转运涉疫隔离人员客车凌晨违法运输

#### 道路旅客运输企业安全管理规范
网民、律师聂日民、胡锡进、联合早报等对选择凌晨转运需隔离人员提出质疑，引述《道路旅客运输企业安全管理规范》第三十八条规定，指出大型客车凌晨2时至5时停止运行，而转运客车司机不但在夜间行车，还要穿着闷热不透气的防护服，佩戴护目镜和口罩，更加影响驾驶状态；不能简单认为是司机疲劳驾驶导致交通事故发生，应作为重大生产安全事故追究背后主要部门及人员的责任问题。
将高风险人群大规模转运到异地是西安市开的头，为了达到社会面清零的目标，将出现阳性病例的整个小区级别的居民全部转运到几百公里之外的地区，以实现所谓的市区的社会面清零。西安开了头以后，2022年以来，杭州、天津、上海等陆续实施过类似的政策。转运具有强制性，转运到异地，隔离条件参差不齐，自然是天怒人怨。此前有多例扬州市、嘉兴市嘉善县、中国传媒大学等用客车连夜转移涉疫人员的事件，有人称之为“特事特办”。而此前也有达州市达川区因为转运不及时而引起争议的案例。

#### 中华人民共和国行政强制法
上海金融與法律研究院研究員聂日民引述《中华人民共和国行政强制法》第四十三条规定，“行政机关不得在夜间或者法定节假日实施行政强制执行”，虽然法律规定“情况紧急的除外”，但“紧急情况”一般是指“之后不能执行、之后执行损害公共利益”，此时夜间转运会导致安全事故也是担忧之一。聂日民批评，与2020年泉州市欣佳酒店“3·7”房屋坍塌事故相比，贵阳转运客车高速侧翻事故更为恶劣，参与决策的各个环节的负责人违反现行安全管理政策的主观故意更为明显。
聂日民表示，大規模異地轉運隔離政策等限時要求社會面清零帶來的亂象，嚴重違背“人民至上，生命至上”原則。也有人将矛头对准清零政策，即認爲中國政府實行的清零政策是车祸的罪魁祸首。